# ひろしま深掘りライブ フロントドア
『ひろしま深掘りライブ フロントドア』（ひろしまふかぼりライブフロントドア）は、広島ホームテレビで2016年4月23日から毎週土曜お昼に放送されている情報番組。

## 概要
これまで広島ホームテレビでは、日曜日の昼に、広島ローカルのスポーツニュース番組『勝ちグセ。サンデー恋すぽ』（2010年3月7日 - 2016年3月20日）を放送してきた。
しかし、2016年4月改編で『ビートたけしのTVタックル』が日曜日の昼に移動することになったため、新たに土曜日の昼に、新しい広島ローカルの情報番組を企画・放送することになった。
この番組は、広島県内のこの1週間に入ってきたニュース・スポーツを「まとめて深掘り」していく情報番組である。
番組タイトルになっている「フロントドア」とは、元広島東洋カープ投手黒田博樹が投げていた「魔球」の名称で、広島の多種多様な話題について「内角からえぐる」という意味も込められている。

## 放送時間
- 毎週土曜 13:00 - 14:00
  - 時折本番組を編成上の都合で休止した際には、自社制作の特別番組や、テレビ朝日系列またはテレビ東京系列のバラエティ番組の単発遅れネットまたは再放送を編成する。この場合、プロ野球中継に伴うゴールデンタイムの全国ネット番組の振替放送枠（『あいつ今何してる?』『くりぃむクイズ ミラクル9』『ナニコレ珍百景』『ポツンと一軒家』など）に充てられる場合もある。

## 出演者

### MC
- 宇治原史規（ロザン）
  - 2020年4月から6月13日放送分は、新型コロナウイルス感染対策により、大阪市内からリモート出演。
- 菅広文（ロザン）
  - 2020年4月から6月13日放送分は、新型コロナウイルス感染対策により、大阪市内からリモート出演。
- 廣瀬隼也（広島ホームテレビアナウンサー）2023年4月1日よりMC。
  - 以前からナレーションや吉弘の代理でMCとしてスタジオ出演。同日夕方の『スーパーJチャンネル』ローカル枠を担当。
- 岡本愛衣（広島ホームテレビアナウンサー）2023年4月1日よりMC
- 大重麻衣（フリーアナウンサー・日テレNEWS24キャスター[3]）2016年4月23日よりMC。
  - 広島ホームテレビ退社後（2020年6月 - ）も番組を卒業せず、不定期でスタジオ・リポーター・リモート出演。

### ゲストコメンテーター
2020年4月・5月は新型コロナウイルス感染対策により出演休止
- 木下富雄（元広島東洋カープ内野手・コーチ、長男と飲食店を経営）
- 外木場義郎（元広島東洋カープ投手・コーチ、元オリックス・ブルーウェーブコーチ）
- 安部友裕（元広島東洋カープ内野手）
- 中田廉（元広島東洋カープ投手）

以下は関東を拠点に活動しているため、年数回の出演。
- 里崎智也（元千葉ロッテマリーンズ捕手、野球解説者）
  - 2017年6月3日に初出演[4]。
- 金石昭人（元広島東洋カープ・日本ハムファイターズ・読売ジャイアンツ投手、野球解説者）
  - 2017年7月22日に初出演[5]。
- 井端弘和（元中日ドラゴンズ・読売ジャイアンツ内野手・コーチ、野球解説者、野球日本代表監督）
  - 2019年3月30日に初出演[6]。

広島ホームテレビ（年度によりテレビ朝日も）解説者の前田智徳は、2021年3月までの時点でスタジオコメンテーターとしての出演がなく、VTR企画での出演のみとなっている。

## 過去の出演者

### MC
出演当時は広島ホームテレビアナウンサー。
- 串山真理（2016年4月23日 - 2017年3月25日）
- 吉弘翔（2017年4月1日 - 2023年3月25日）
  - リポーターとしての出演や、同日夕方の『スーパーJチャンネル』ローカル枠を担当。
  - 2023年4月3日より『ピタニュー』MC就任のため降板。
- 八幡美咲（2020年4月4日 - 2023年3月25日）

### リポーター
- 中西希（2016年4月23日 - 2018年12月22日）
- 斉藤亜緒衣（2019年3月30日 - ）
- 山﨑菜緒
  - 2023年4月3日より『ピタニュー』MC就任のため降板。
- 冨田奈央子（ナレーション）

### ゲストコメンテーター
- 北別府学（元広島東洋カープ投手・コーチ、広島ホームテレビ野球解説者）
  - 2020年1月途中から成人T細胞白血病治療のため、原則休養していたが（退院後に自宅からコメント出演した例あり）、2021年3月27日から復帰。体調を考慮して不定期出演。
- 廣瀬純（元広島東洋カープ外野手。出演当時中国放送野球解説者。現広島東洋カープコーチ）
- 森脇浩司（元近鉄バファローズ・広島東洋カープ・南海ホークス→福岡ダイエーホークス内野手、元オリックス・バファローズ監督、元中日ドラゴンズ・千葉ロッテマリーンズコーチ、現沖学園高等学校野球部シニアディレクター）
- 西山秀二（元南海ホークス・広島東洋カープ・読売ジャイアンツ捕手、元読売ジャイアンツ・中日ドラゴンズコーチ）
- 小林誠二（元広島東洋カープ・西武ライオンズ投手、元中日ドラゴンズコーチ）
- 佐々木浩哉（データスタジアム・ベースボール事業部）
- 二宮清純（スポーツライター）
- 晴山紋音（ウェザーマップ所属の気象予報士）
  - 広島県内での大雨特別警報発令時などに出演。
  - 2022年4月から『NHKニュース7』に出演。

この他、広島東洋カープ関連の特集では野村克也（故人）・岩本勉・福本豊など系列局およびフリーの解説者がVTR収録出演したことがある。

## コーナー
- 土ヒルのドア（ロザン）
- ロザンの課外授業（ロザン）
- 街中知的発見 ろざんぽ（ロザン）

過去のコーナー
- 広島HERO調査隊
- 新感覚 知的好奇心バラエティー ロザンのリモッチing（坪山アナ）
- 希の勝手にカープ予報（中西アナ）
- 希のわだち（中西アナ）
- ヤハタビ（八幡アナ）
- 大重だより（2021年6月12日 - ）

## スタッフ
- 番組テーマソング
  - 「フロントドア」木之下慶行（テレビ朝日ミュージック）
  - 「RED SOUL」KAZSIN
- タイトルデザインCG：林佳預子
- オープニングCG：泉尾祥子
- ナレーション：廣瀬隼也（広島ホームテレビアナウンサー）※上記のようにリポーター・MCとして出演の場合あり
- スタイリスト：ST:D
- ヘアメイク：LUCE
- セット：SCENE
- 照明：SHINOMOTO
- TK：松家由美
- 編成：石川健朗 → 土屋誠
- 広報：牧之内薫 → 三井英勝
- WEB：襟立大貴、斎藤彩
- ディレクター：加藤竜星、小川貴史、石原良則、早川正浩、中津章、國清泰臣、大河司、中塚晃、上原玲風、稲垣美咲、井上倖一、藤原浩志、菱沼一哉
- 制作協力：EZMホームテレビ映像、よしもとクリエイティブエージェンシー、CROSS TV、asovo、TRUST NETWORK、Data stadium
- プロデューサー：下門晋 → 久保純貴
- 制作著作：広島ホームテレビ

過去のスタッフ
- ディレクター：久保純貴（→プロデューサー）
- 製作総括：清水順子

## スピンオフ番組
- フロントドア presents BIG2と大重麻衣がひろしまねで日本一巡り（2019年9月28日） - 大重麻衣が広島と島根を金石昭人（カープOB）、ザ・ギース尾関高文とドライブ旅